# سیلویو رودریگز
سیلویو رودریگز دومینگز (به اسپانیایی: Silvio Rodríguez Domínguez) (زادهٔ ۲۹ نوامبر ۱۹۴۶ در سن آنتونیو د لس بانیوس کوبا) خواننده، آهنگساز و گیتاریست کوبایی است. او در جریان انقلاب کوبا در فضای موسیقی کشورش ظهور کرد. سیلویو از جملهٔ خوانندگانی با درجهٔ اهمیت بین‌المللی است.
او همراه با پابلو میلانس، نوئل نیکولا، ویسنته فلیو به تشکیل جنبش موسیقی نوئبا تروبای کوبا کمک کرد.